# Левіт Володимир Семенович
Левіт Володимир Семенович (22.05(04.06).1883, с. Талалаївка, Полтавський повіт, Київська губернія — 29.06.1961, Москва) — російський і радянський хірург, заслужений діяч науки РРФСР (1936), генерал-майор медичної служби (1943), завідувач кафедри госпітальної хірургії 2-го МГУ (1926—1953), заступник головного хірурга Радянської Армії (1942—1950).

## Біографія
Володимир Левіт народився 22 травня (4 червня) 1883 року в селищі Талалаївка Полтавського повіту Київської губернії.
По закінченні гімназії у 1901 році (м. Прилуки) Володимир вступив на медичний факультет Кенігсберзького університету, який закінчив у 1906 році. В цьому ж році він успішно складає іспити на медичному факультеті Харківського університету (тепер ХНМУ), отримує звання лікаря та відразу починає лікарську практику — спочатку працює роз'їзним лікарем в Ардатовської лікарні Симбірської губернії, а потім хірургом (до 1914 року), виконуючі нескладні хірургічні операції. У 1910 році за ініціативою  Володимира Семеновича при лікарні було відкрито рентгенівський кабінет. [3]
Завдяки науковим відрядженням у Петербург, Москву, в Німеччину і Швейцарію, Володимир Семенович Левіт удосконалив свої знання в шлунково-кишкової хірургії, та накопичивши достатній досвід написав докторську дисертацію на тему: «К вопросу о раке желудка и о паллиативных операциях при нем», яку блискуче захистив у 1914 році в Казанському університеті. Після захищення дисертації він був призначений на посаду завідувача хірургічним відділенням Симбірської (тепер Ульянівська) губернської лікарні.
У 1919 році Володимир Левіт обраний приват–доцентом факультетської хірургічної клініки Томського університету.
З 1922 року Володимир Левіт працював в Іркутському державному університеті (ІДУ): приват-доцентом, а потім професором і завідувачем кафедри факультетської хірургічної клініки. З 1922 по 1926 він — декан медичного факультету ІДУ.
В 1926 році В. С. Левіт їде до Москви, де був обраний на посаду завідувача кафедрою госпітальної хірургії медичного факультету 2–го Московського університету (в 1930 році перетворено у Другий Московський медичний інститут), яку очолював понад 25 років.
У передвоєнні роки викладав військово–польову хірургію на військовому факультеті Другого Московського медичного інституту.
З початком Великої Вітчизняної війни В. С. Левіт займає посаду головного хірурга Московського військового округу. З 1942 року по 1950 рік — перший заступник головного хірурга РККА, продовжуючи вести викладання на кафедрі госпітальної хірургії. Проводив велику організаційну роботу з хірургічного забезпечення військ, часто виїжджаючи в райони бойових дій.
З 10 листопада 1943 року — генерал-майор медичної служби. Після війни — консультант, а з 1950 року — головний хірург Центрального військового шпиталю імені П. В. Мандрика.
Помер Володимир Семенович Левіт 29 червня 1961 року в Москві.

## Наукова діяльність та досягнення
Протягом багатьох років Володимир Семенович був головою Московського товариства хірургів, членом Міжнародного товариства хірургів, членом вченої ради МОЗ СРСР.
Був учасником 22-го (1932), 23-го (1935) і 24-го (1938) з'їздів хірургів. У 1935 році був делегатом 10-го Міжнародного з'їзду хірургів в Каїрі.
Член редакційної колегії журналів «Нова хірургія» (1931—1953), «Російська клініка», «Хірургія», «Центральний медичний журнал», редактором хірургічного відділу першого видання Великої медичної енциклопедії, редактором і автором 17-го тому «Вогнепальні поранення і пошкодження кінцівок (суглоби)» праці «Досвід Радянської медицини у Великій Вітчизняній війні 1941—1945 рр.».
- член хірургічного товариства (Копенгаген, 1955);
- голова і почесний член Хірургічного суспільства Москви;
- заступник голови і почесний член Всесоюзного товариства хірургів;
- член вченої ради МОЗ СРСР;
- член районних Рад депутатів трудящих

## Напрацювання
Під його керівництвом захищено 10 докторських і 23 кандидатських дисертації. Їм написано близько 120 наукових праць, статей та монографій з різних питань хірургії.
- «О зобе в Прибайкалье» (1926);
- «К вопросу о раке желудка и о паллиативных операциях при нем» (дисертація, 1914);
- «Диагностика хирургических заболеваний» (за редакцією В. С. Левіта, 1959);
- «Краткие очерки истории советской хирургии» (монографія, 1960)
- «Некроз поджелудочной железы вызываемый экспериментальной ишемией»;
- «Об  экстирпации  надпочечника при  эпилепсии»;
- «Симпатэктомия или ваготомия при бронхиальной астме» и др[5].

## Нагороди
- орден Леніна,
- два ордена Червоного Прапора,
- орденами Вітчизняної війни 2-го ступеня,
- орден Червоної Зірки
- орден Трудового Червоного Прапора
- багато медалей[4].